# Sergio Herrera Pirón
Sergio Herrera Pirón, né le 5 juin 1993 à Miranda de Ebro en Espagne, est un footballeur espagnol évoluant au poste de gardien de but au CA Osasuna.

## Palmarès
CA Osasuna
- Segunda División
  - 2019